# Elin

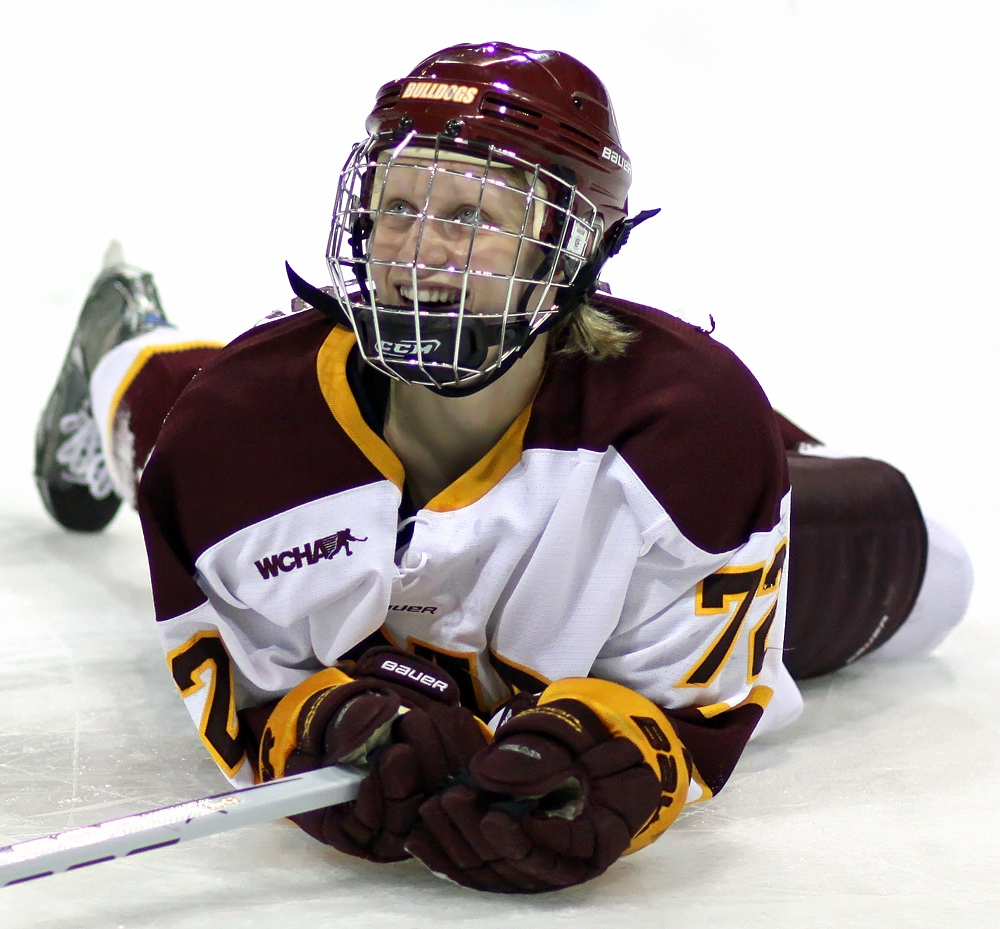
Elin Holmlöv, 2011

Kvinnonamnet Elin är en svensk form av Helena, som är ett grekiskt förnamn med betydelsen ’ljus’ eller ’strålande’.
Namnet är mycket gammalt. Det svenska helgonet Sankta Elin av Skövde, som även kallades Helena, levde i mitten av 1100-talet, och det är från henne som namnet har hamnat i almanackan. 
Namnet har haft en stadig popularitet under de senaste decennierna. Den 31 december 2009 fanns det totalt 58 002 personer i Sverige med namnet, varav 35 951 med det som tilltalsnamn. År 2003 fick 1 479 flickor namnet, varav 984 fick det som tilltalsnamn.
Namnsdag: 31 juli, delas med Helena. I den finlandssvenska namnsdagslängden har Elin namnsdag 10 februari sedan starten 1929, då en egen namnsdagskalender togs i bruk för finlandssvenskar, tillsammans med Elna.

## Personer med förnamnet Elin
- Sankta Elin eller Helena av Skövde, svenskt helgon
- Elin i Horsnäs (död 1611), avrättad för häxeri
- Elin i Staxäng (död 1671), avrättad för häxeri
- Elin Brandell, svensk journalist
- Elin Danielson-Gambogi, finlandssvensk konstnär
- Elin Ek, känd som Grynet
- Elin Ek, längdskidåkare
- Elin Eldebrink, basketspelare
- Elin Grindemyr, svensk modell och designer
- Elin Holmlöv, ishockeyspelare
- Elin Kling, modejournalist
- Elin Klinga, skådespelare
- Elin Lanto, svensk sångerska
- Elin Nordegren, modell
- Elin Sigvardsson, musiker
- Elin Wägner, författare
- Elin Åhlin, sportskytt

## Fiktiva personer med förnamnet Elin
- Elin i Hagen, en flicka som förförs, blir med barn och dränker barnet i Gustaf Frödings dikt med samma namn. Den ingår i diktsamlingen Guitarr och dragharmonika från 1891.